# Mylabris recognita
Mylabris recognita es una especie de coleóptero de la familia Meloidae.

## Distribución geográfica
Habita en Sri Lanka.